# 600nadstěn
V geometrii je šestisetnadstěn (což je volný překlad anglického 600-cell), nebo také hexakosichoron platónské těleso ve čtyřrozměrném prostoru. Bývá považován za čtyřrozměrnou analogii dvacetistěnu.
3povrch 600nadstěnu je tvořen ze 600 nadstěn majících tvar čtyřstěnu. V jednom vrcholu se potkává 20 nadstěn. 600nadstěn má 1 200 trojúhelníkových stěn, 720 hran a 120 vrcholů. Duálním tělesem je 120nadstěn.

## Objem, povrch a další parametry
Následující vzorce udávají, jaký je objem 600nadstěnu, a jeho k-rozměrné povrchy (což je vždy obsah k-rozměrné stěny krát počet těchto stěn) v závislosti na hraně a.

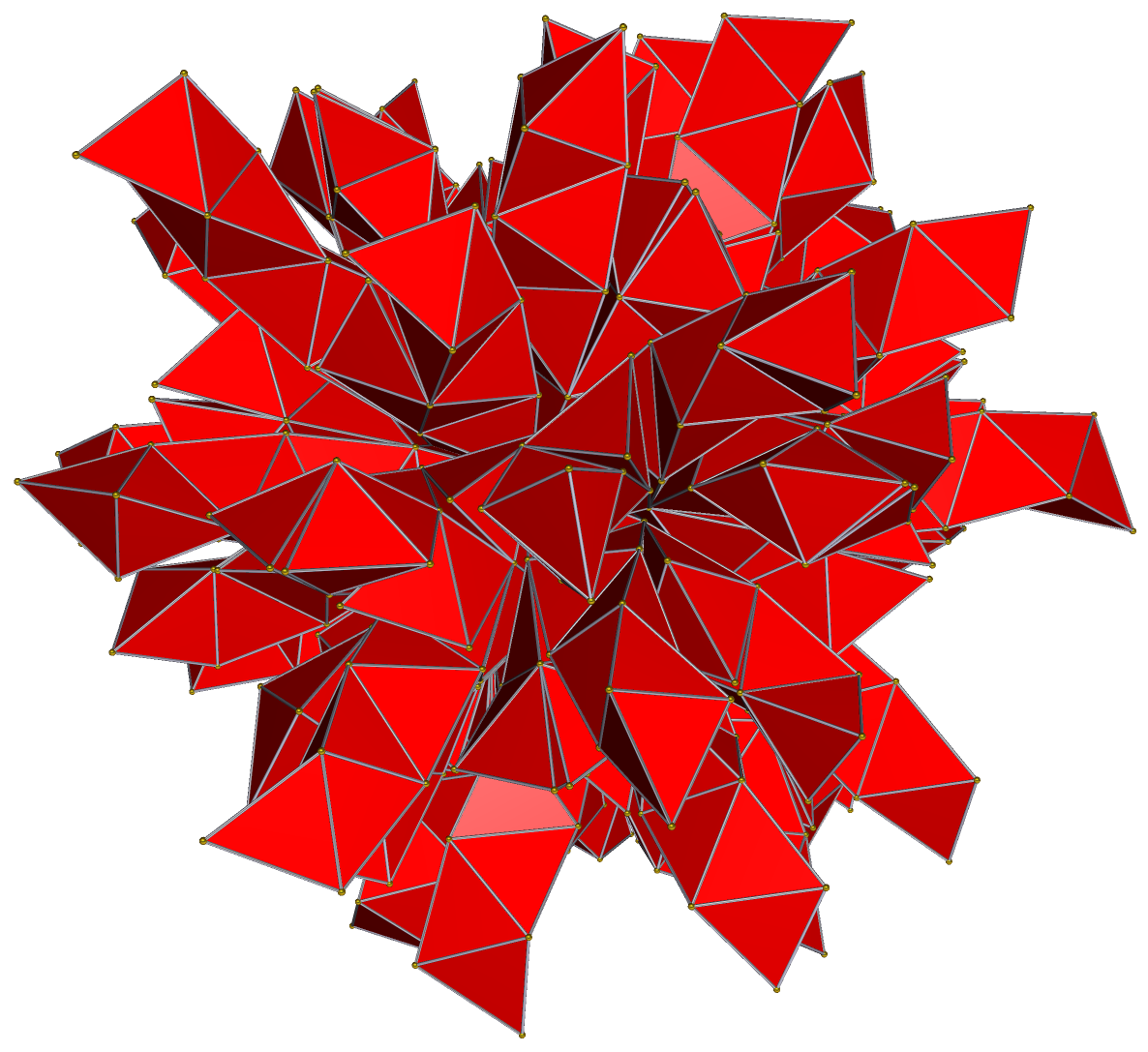
Síť pravidelného šestisetnadstěnu

{\displaystyle S_{1D}} je tedy délka všech hran kostry 600nadstěnu.
{\displaystyle V_{4D}={\frac {25}{4}}\left(2+{\sqrt {5}}\right)a^{4}}
{\displaystyle S_{3D}=50{\sqrt {2}}\ a^{3}}
{\displaystyle S_{2D}=300{\sqrt {3}}\ a^{2}}
{\displaystyle S_{1D}=720\ a\,}
Poloměr vepsané koule je
{\displaystyle \rho ={\frac {\left(2+{\sqrt {5}}\right)}{2{\sqrt {2}}}}a}
a poloměr koule opsané je
{\displaystyle r={\frac {\left(1+{\sqrt {5}}\right)}{2}}a}

## Kartézská soustava souřadnic
Je-li délka hrany 1/φ (kde φ = (1+√5)/2 je zlatý řez), pak 120 vrcholů 600nadstěnu má následující souřadnice:
(±½,±½,±½,±½), (všechny kombinace znamének ⇒ 16 vrcholů)
(0,0,0,±1) (permutace přes všechny souřadnice ⇒ 8 vrcholů)
½(±1,±φ,±1/φ,0) (sudé permutace ⇒ 96 vrcholů).
Přitom zjevně prvních 16 vrcholů jsou vrcholy teseraktu, následujících 8 vrcholů tvoří vrcholy 16nadstěnu prvních 16+8 vrcholů tvoří dohromady vrcholy 24nadstěnu.
Pokud tyto čtveřice souřadnic interpretujeme jako kvaterniony, potom 120 vrcholů 600nadstěnu tvoří uzavřenou konečnou grupu, která je izomorfní grupě SL(2,5).
| Vícerozměrná geometrická tělesa | Vícerozměrná geometrická tělesa | Vícerozměrná geometrická tělesa | Vícerozměrná geometrická tělesa           | Vícerozměrná geometrická tělesa |
| ------------------------------- | ------------------------------- | ------------------------------- | ----------------------------------------- | ------------------------------- |
| d=2                             | trojúhelník                     | čtverec                         | šestiúhelník                              | pětiúhelník                     |
| d=3                             | tetraedr                        | krychle, oktaedr                | krychloktaedr, kosočtverečný dvanáctistěn | dvanáctistěn, dvacetistěn       |
| d=4                             | 5nadstěn                        | teserakt, 16nadstěn             | 24nadstěn                                 | 120nadstěn, 600nadstěn          |
| d=5                             | 5simplex                        | penterakt, 5ortoplex            |                                           |                                 |
| d=6                             | 6simplex                        | hexerakt, 6ortoplex             |                                           |                                 |
| d=7                             | 7simplex                        | hepterakt, 7ortoplex            |                                           |                                 |
| d=8                             | 8simplex                        | okterakt, 8ortoplex             |                                           |                                 |
| d=9                             | 9simplex                        | ennerakt, 9ortoplex             |                                           |                                 |
| d=10                            | 10simplex                       | dekerakt, 10ortoplex            |                                           |                                 |
| d=11                            | 11simplex                       | hendekerakt, 11ortoplex         |                                           |                                 |
| d=12                            | 12simplex                       | dodekerakt, 12ortoplex          |                                           |                                 |
| d=13                            | 13simplex                       | triskaidekerakt, 13ortoplex     |                                           |                                 |
| d=14                            | 14simplex                       | tetradekerakt, 14ortoplex       |                                           |                                 |
| d=15                            | 15simplex                       | pentadekerakt, 15ortoplex       |                                           |                                 |
| d=16                            | 16simplex                       | hexadekerakt, 16ortoplex        |                                           |                                 |
| d=17                            | 17simplex                       | heptadekerakt, 17ortoplex       |                                           |                                 |
| d=18                            | 18simplex                       | oktadekerakt, 18ortoplex        |                                           |                                 |
| d=19                            | 19simplex                       | ennedekerakt, 19ortoplex        |                                           |                                 |
| d=20                            | 20simplex                       | ikosarakt, 20ortoplex           |                                           |                                 |